# Timex Operating System

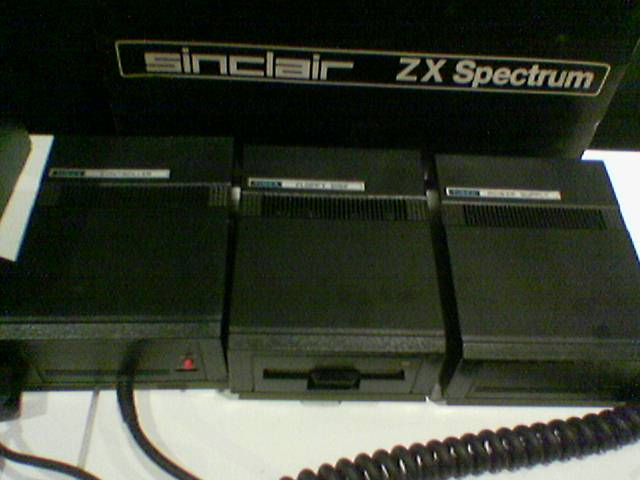
Sistema de disco Timex FDD.

El Timex Operating System (TOS) es un sistema operativo de disco para ordenadores ZX Spectrum (y compatibles) incluido como firmware en las interfaces de disco Timex Floppy Disk Drive (Timex FDD) y Timex Floppy Disk Drive 3000. 

## Desarrollo
A mediados de 1982, Timex obtuvo la licencia para vender todos los productos Sinclair en Estados Unidos cediéndoles el derecho de usar su nombre por una comisión del 5% sobre las ventas y comenzando a vender productos bajo la marca Timex Sinclair que finalmente llegarían a comercializarse a través de varias filiales también en Argentina, Polonia y Portugal.
El sistema operativo TOS y la interfaz de disco fueron desarrollados por Timex Computer (Portugal) en 1984. La Timex FDD fue comercializada en España por Investrónica con el nombre de InvesDisk 200. En EE. UU. fue comercializada por Zebra Systems, Inc. (Nueva York) y English Micro Connection (EMC) de Rhode Island con los nombres de Zebra Floppy Disk Drive y EMC Floppy Disk Drive respectivamente. 
El interface Timex FDD incluía su propia CPU Z80, 4K de ROM y 16K de RAM. EL TOS se cargaba en el arranque en la RAM del interface. El sistema permite organizar los ficheros en directorios, de manera similar a MS-DOS o CP/M.

## Algunos comandos
Los comandos del TOS aprovechan los comandos del Sinclair BASIC añadiéndoles nuevas funciones:
CAT *: Obtiene un listado de los ficheros y directorios contenidos del disco.
ERASE *: Borra un fichero del disco.
MOVE *: Copia un fichero o SCP (Serial Communication Port (RS-232)) a otro fichero o SCP.
LOAD *: Carga un fichero del disco.
MERGE *: Combina dos ficheros del disco.
LET *: Renombra un fichero del disco.
FORMAT *: Formatea el disco.
SAVE *: Graba un fichero en el disco.
DIM *: Crea un fichero o un directorio.